# María Fernanda Suárez
María Fernanda Suárez Londoño, née en 1974 à Bogota, est une femme politique colombienne. 
De 2018 à 2020, elle occupe le poste de ministre des Mines et de l'Énergie durant la présidence d'Iván Duque.